# Nouriel Roubini
Nouriel Roubini (Isztambul, 1958. március 29.) a New York Egyetem és a Yale Egyetem tanára, a gazdasági és pénzügyi elemzésekkel foglalkozó RGE Monitor elnöke.

## Élete
Isztambulban született, szülei iráni zsidók voltak, kétéves korában családjával Tel-Avivba költözött, majd később Olaszországba, ahol főiskoláját végezte. Ezután az USA-ban Nemzetközi Közgazdaságtanból a Harvard Egyetemen tette le doktorátusát. Folyékonyan beszél angolul, olaszul, héberül és perzsául.

## A2008-as gazdasági világválság
Először 2006-ban fogalmazta meg a válsággal való előrejelzését, amit akkor meglehetősen kritikusan fogadtak, azonban 2008-tól Roubini jóslatai folyamatosan valósultak/valósulnak meg a gazdasági válsággal kapcsolatban. Azelőtt kevéssé ismert tudós volt, manapság olyan helyekről kap felkérést, mint az Amerikai Egyesült Államok Kongresszusa, vagy a Council on Foreign Relations.
2008 augusztusától is pesszimista maradt az amerikai gazdasággal kapcsolatban. Azt mondta, hogy nem subprime-jelzálogpiac, hanem subprime pénzügyi rendszerrel rendelkezik az ország, azonban nem hiszi, hogy az Egyesült Államok belépne a következő Nagy gazdasági világválságba, de ez lesz a legnagyobb recesszió azóta, és minimum két évig fog tartani.